# Meropé
Meropé (latinsky Merope) bylo v řecké mytologii jméno více ženských postav. 

## Meropé – manželka Sisyfova
Tato Meropé byla dcerou Titána Atlanta a stala se manželkou krále Sisyfa. 
Její manžel byl prý nejchytřejší z lidí, lstivý a prohnaný. Když chtěl přelstít boha podsvětí Háda, který ho měl z vůle nejvyššího boha Dia odvést do podsvětí, musela mu Meropé pomoci. Těsně před cestou do Tartaru jí nařídil, aby neuspořádala pohřební obřady. V podsvětí se u Persefony domáhal vrácení na svět, protože není náležitě pohřben a nabízel, že během tří dnů na světě dá vše do pořádku. Samozřejmě to byla jenom jeho lest; nakonec byl do podsvětí přece jen odveden a navíc za protivení se bohům také těžce potrestán: soudci mrtvých mu přikázali, aby tlačil obrovský kámen na kopec a na druhé straně ho skutálel dolů, kámen však vždy těsně pod vrcholem vyklouzne. Sisyfos tak musí začínat stále znovu, navěky k smrti unaven trpí marností svého počínání a bezvýchodností situace, na niž je i jeho příslovečná chytrost krátká. 
Po smrti Sisyfově byla Meropé proměněna v jednu z Plejád, zářících hvězd. Bylo jich sedm a všechny kromě ní byly nesmrtelné. Říká se, že Meropé září ze všech nejtemněji, protože se stydí, že jejím manželem byl pouhý smrtelník, jiní ovšem říkají, že se stydí také proto, že její manžel je jako zločinec v podsvětí. Prý kvůli tomu dokonce Plejády opustila a od té doby nebyla už nikde vidět. 

## Meropé – manželka Polybova
Společně se svým manželem Polybem, králem v Korintu, se ujala nalezence Oidipa, pozdějšího thébského krále.

## Meropé – dcera Oinopióna
O ruku této dcery chijského krále se ucházel proslulý lovec Orion, její otec mu ji slíbil, ale slib nesplnil. Byl to pěstitel vína, naléval Óríónovi až ho opil a ten jeho dceru Meropé znásilnil (v některých verzích šlo o Oinopiónovu manželku, kterou Orion svedl). Zato ho král oslepil. 